# João Leonardo Rocha
João Leonardo da Silva Rocha (Salvador, 4 de agosto de 1939 - Palmas de Monte Alto, junho de 1975) foi um advogado, professor e guerrilheiro brasileiro.
Foi um militante de organizações de extrema-esquerda do Brasil, mais conhecido por ter sido um dos 15 presos políticos libertados e banidos do Brasil em troca da libertação do embaixador estadunidense, sequestrado por militantes do Movimento Revolucionário 8 de Outubro, o MR-8 e Ação Libertadora Nacional, a ALN, em 1969.
É um dos casos investigados pela Comissão Nacional da Verdade (CNV), um colegiado organizado pelo governo do Brasil para apurar mortes e desaparecimentos ocorridos durante a ditadura militar brasileira.

## Biografia
Filho de Mário Rocha e Maria Anathália da Silva Rocha, João Leonardo cursou o primário na município de Amargosa, à 235 km de Salvador, sua cidade natal. Retornou à capital baiana para fazer o secundário no colégio dos Irmãos Maristas. Em 1952, ingressou no Seminário Católico de Aracaju, no qual ficou até 1957.
Em 1959, João Leonardo foi aprovado em um concurso do Banco do Brasil e foi trabalhar em Alagoinhas, no interior da Bahia, município no qual seus pais passaram a morar. Lá, lecionou as matérias de português e latim na Escola Normal e Ginásio de Alagoinhas e no Colégio Santíssimo Sacramento.
Já no ano de 1962, mudou-se para São Paulo ainda como funcionário do Banco do Brasil, onde continuou a lecionar português e latim em escolas da região do ABC paulista. Ingressou logo depois na Faculdade de Direito da Universidade de São Paulo (Faculdade de Direito do Largo de São Francisco), época em que começou a participar da militância política. Pouco tempo depois, tornou-se diretor da Casa do Estudante, local que abrigava os estudantes da Faculdade de Direito e se localizava na avenida São João. Considerado excelente poeta e contista, chegou a realizar na residência alguns duetos musicais com Arno Preis, também desaparecido político, morto em fevereiro de 1972.
Quando cursava o último período de direito, já integrava a ALN. Foi preso pelo DOPS (Departamento de Ordem Política e Social no final de janeiro de 1969, acusado de fazer parte do Grupo Tático Armado da ALN. Participou do assalto ao trem pagador na Ferrovia Santos Jundiaí, ocorrido em 10 de agosto de 1968, de acordo com Francisco Gomes, um dos participantes do ato (que também contou com a participação do atual senador Aloysio Nunes). Foi indiciado no inquérito policial que apurou a execução do oficial do exército estadunidense Charles Chandler em 12 de dezembro de 1968.
Em 1969, com o sequestro do embaixador dos Estados Unidos, Charles Burke Elbrick, foi um dos 15 presos políticos trocados pela libertação do embaixador. Foi para o México junto com os demais e de lá para Cuba onde fez treinamento de guerrilha. Retornou ao Brasil clandestinamente em 1971, juntos com outros dissidentes da ALN que formaram a MOLIPO, Movimento de Libertação Popular, entre eles o ex-ministro José Dirceu, com o nome de José Lourenço da Silva, indo morar em Itapetim, sertão de Pernambuco, no sítio Baixio, distante 2 km do distrito de São Vicente, próximo à divisa com a Paraíba. Raspava sempre a cabeça e ficou conhecido como Zé Careca. Casou-se com uma viúva, Virgínia Paes de Lima, que morreu em 1990 sem saber que fora casada com um guerrilheiro.

## Vida armada

Na foto, João Leonardo é o 1º de cócoras (à esq.) com um casaco escondendo as algemas.

O Acervo Conselho de Segurança Nacional possui uma vasta base de dados a respeito da vida armada de João Leonardo. O primeiro registro é de maio de 1956, quando "quatro elementos" (entre eles, João Leonardo), invadiram a Rádio Independência em São Bernardo do Campo. A ação, segundo registros, é de que o auto nomeado grupo terrorista das forças armadas revolucionárias teria obrigado a rádio a transmitir uma mensagem concitando o povo a luta armada.
Já em dezembro de 1969, além de aberto o inquérito que apurou a execução do oficial do exército estadunidense Charles Chandler, foi também mencionado na explosão de uma bomba na Companhia Goodyear em 1966.
Outras ações, como o assalto ao Banco Mercantil, textos escritos considerados ofensivos às forças armadas e publicados pelo Centro Acadêmico XI de Agosto (centro acadêmico da Faculdade de Direito da Universidade de São Paulo), são também citados nos relatórios.

## Morte
Em 1974, ao ser procurado pela polícia local, fugiu para o interior da Bahia, pretendendo trabalhar para viver, utilizando documentos com o nome de José Eduardo da Costa Lourenço. Foi morto em junho de 1975, ano em que a ALN e a MOLIPO não existiam mais, por agentes da Polícia Militar da Bahia em Palmas de Monte Alto, margem direita do Rio São Francisco, com dois tiros de escopeta na perna que provocaram intensa hemorragia, segundo o laudo balístico.
Na época, as autoridades alegaram que a morte se deu sob a investigação de um conflito armado, no qual João Leonardo era um pistoleiro, embora não houvesse nenhum registro de crimes contra a vida em seu nome. Sua morte foi o último episódio a ratificar a existência de penas de morte extra judiciais  a todos os exilados que retornassem ao Brasil com o objetivo de enfrentar o regime ditatorial.
Oficialmente, seu nome figura na lista de desaparecidos políticos presente na lei nº 9.140/95, que prevê a possibilidade do Estado ser responsabilizado pelas morte e desaparecimentos, que ocorreram por motivação política, entre setembro de 1971 e agosto de 1979. Em 2002, a lei nº 10.532/02 afirmou tal responsabilidade. 

## Fatos posteriores
- Durante o período que morou em São Vicente, Itapetim, viajava mensalmente, dizendo a esposa que ia para São Paulo. Certa vez um morador de São Vicente o encontrou em Patos, Paraíba e informou a dona Virgínia.
- Segundo José Dirceu e Ana Corbisier em entrevistas, quando na visita ao local onde residiu Zé Careca, eles se encontravam regularmente em cidades maiores próximas, como Arcoverde, Serra Talhada e Patos. Na mesma data, o distrito de São Vicente homenageou João Leonardo, batizando a praça principal o nome de João Leonardo da Rocha.[12]

## Busca pelos restos mortais
A Comissão Nacional da Verdade está realizando uma série de investigações com o objetivo de determinar o local no qual João Leonardo foi sepultado na cidade de Palmas do Montes Altos. Para tanto, o irmão de João, o advogado Mario Rocha Filho, disponibilizou amostra de DNA para identificação em uma possível exumação. Também, várias pessoas que vivem na região e acompanharam o caso na época depuseram, com o intuito não apenas de encontrar os restos mortais do professor, como também entender as motivações que levaram a sua morte.